# Amilly, Loiret

Amilly este o comună în departamentul Loiret din centrul Franței. În 1 ianuarie 2022 avea o populație de 13.432 de locuitori.
Din anul 2020, până în 2026 primarul comunei Amilly este domnul Gérard Dupaty.[nefuncțională – arhivă]